# Лізвінський Анатолій Володимирович
Анато́лій Володи́мирович Лізві́нський (рос. Анатолий Владимирович Лизвинский; 23 березня 1947, Чернівці — 13 червня 2008) — провідний соліст Кубанського козачого хору. Народний артист Росії.

## Біографія
Анатолій Володимирович Лізвінський народився 23 березня 1947 року в Чернівцях. Батьки Анатолія родом із нинішнього Кам'янець-Подільського району: мама — із села Китайгород, батько з хутора Федорівка поряд із цим селом.
1960 року Анатолій вступив до Чернівецького музичного училища (клас тромбона). Навчався на одному курсі з Миколою Мозговим.
1966 року Лізвінського призвали на строкову військову службу. Служив у Севастополі в парашутно-десантному взводі морської піхоти. В ансамбль Чорноморського флоту потрапив після повернення з Анголи, де Анатолієві довелося сім місяців воювати. В ансамблі служив до 1972 року.
Від початку 1973 року працював у Кубанському козачому хорі. Був першим і основним виконавцем гімну Краснодарського краю «Ты, Кубань, ты наша Родина». Співав «Розпрягайте хлопці коней» (автор: Негребецький Іван), «Ой при лужку, при лужку», «Баладу про хліб», «Прощание славянки» та інші «ключові» для репертуару хору, «знакові» пісенні партії.